# Ramona Straub
Ramona Straub (* 19. September 1993) ist eine ehemalige deutsche Skispringerin, die für den SC Langenordnach startete. Sie wohnt derzeit in Langenordnach. Ihr größter Erfolg war der Weltmeistertitel mit der Mannschaft bei den Weltmeisterschaften 2019 in Seefeld in Tirol.

## Werdegang
In ihrer ersten Saison 2006/07 im Continental Cup holte sie in der Gesamtwertung den 57. Platz. In Pöhla 2009 erreichte sie mit Platz fünf ihr bestes Einzelergebnis. Bei den Deutschen Meisterschaften in Garmisch-Partenkirchen 2009 erreichte sie den Bronzerang und bei den Juniorenweltmeisterschaften 2009 in Štrbské Pleso belegte sie den sechsten Platz. Straub holte bei den OPA-Spielen 2009 in Baiersbronn den dritten Platz. 2010 gewann sie die Gesamtwertung des Deutschlandpokals. In der Saison 2010/11 gewann Straub im Ladies Cup die Gesamtwertung in der Kategorie Juniorin. Am 7. Januar 2012 gab sie ihr Debüt im Weltcup und wurde dabei 26. Bei ihren dritten Juniorenweltmeisterschaften 2012 in Erzurum gewann im Team die Silbermedaille und im Einzel 18. 2012 gewann sie zwei Springen im Alpencup in Einsiedeln. Bei den Deutschen Meisterschaften 2012 in Hinterzarten gewann sie die Bronzemedaille im Einzel. In der Gesamtwertung des Continental Cups 2012/13 belegte sie den dritten Platz.
Beim Continental-Cup-Springen am 15. Februar 2014 in Lahti verletzte sich Straub im zweiten Durchgang und zog sich einen Kreuzbandriss zu. Sie musste operiert werden und die Saison 2013/14 vorzeitig beenden.
Mit Beginn der Saison 2014/15 konnte Straub wieder im internationalen Wettbewerb starten. Im Dezember 2014 gab sie zunächst in Notodden ihr Comeback im Continental Cup und im Januar 2015 schließlich im Weltcup in Oberstdorf als Teil der nationalen Gruppe. Bei einer Routine-Untersuchung im Februar 2015 wurde allerdings festgestellt, dass sie aufgrund von Narbengewebe erneut operiert werden muss, woraufhin auch die Saison 2014/15 vorzeitig für sie beendet war.
Nach der erneuten Operation gab sie ihr internationales Comeback abermals beim Continental Cup in Notodden im Dezember 2015. Im Januar 2016 folgte dann das Weltcup-Comeback als Teil der nationalen Gruppe in Oberstdorf, wobei sie als 24. direkt Weltcuppunkte holte.
In der Saison 2016/17 gehörte sie fest zur deutschen Weltcup-Mannschaft und erreichte in fast jedem Springen den Finaldurchgang. Im Gesamtweltcup belegte sie den 19. Rang. Bei den Nordischen Skiweltmeisterschaften 2017 in Lahti belegte sie den 33. Platz im Einzelwettbewerb.
Am 18. August 2017 holte Straub in Oberwiesenthal ihren ersten Sieg im Continental Cup. Am Folgetag wurde sie Zweite hinter der Polin Kamila Karpiel. In der Saison 2017/18 kam sie erst im Dezember über die nationale Gruppe in Hinterzarten ins Weltcup-Team. Dort gelang ihr mit Platz vier die beste Platzierung ihrer Karriere in einem Einzelweltcup-Springen. Daraufhin blieb sie Teil der Weltcup-Mannschaft und wurde schließlich auch für die Olympischen Winterspiele 2018 in Pyeongchang nominiert. Im Einzelwettbewerb auf der Normalschanze belegte sie dabei den achten Platz. Sie beendete die Saison als 14. des Gesamtweltcups und erzielte damit ihr bis dahin bestes Resultat in dieser Wertung.
Am 2. Dezember 2018 erzielte sie im Rahmen des Lillehammer Triple 2018 als Zweite hinter Katharina Althaus ihre erste Podestplatzierung im Weltcup. Bei den Nordischen Skiweltmeisterschaften 2019 in Seefeld gewann Straub zusammen mit Juliane Seyfarth, Carina Vogt und Katharina Althaus den Weltmeistertitel vor Österreich und Norwegen im erstmals ausgetragenen Teamspringen. Im Einzelwettbewerb belegte sie Platz 18. Beim ersten Wettkampf der Raw Air 2019 auf dem Holmenkollbakken in Oslo am 10. März stürzte Straub im zweiten Durchgang schwer und zog sich einen Kreuzbandriss im rechten Knie zu.
Im Mai 2021 beendete Straub ihre Karriere.

## Erfolge

### Weltcupsiege im Team
| Nr. | Datum           | Ort      | Typ             |
| --- | --------------- | -------- | --------------- |
| 1.  | 19. Januar 2019 | Yamagata | Normalschanze 1 |

### Continental-Cup-Siege im Einzel
| Nr. | Datum           | Ort            | Typ           |
| --- | --------------- | -------------- | ------------- |
| 1.  | 18. August 2017 | Oberwiesenthal | Normalschanze |

### Deutsche Meisterschaften
| Deutsche Meisterschaften | Deutsche Meisterschaften    | Deutsche Meisterschaften | Deutsche Meisterschaften |
| ------------------------ | --------------------------- | ------------------------ | ------------------------ |
| Bronze                   | 2009 Garmisch-Partenkirchen | Bronze im Einzel         |                          |
| Bronze                   | 2012 Hinterzarten           | Bronze im Einzel         |                          |
| Bronze                   | 2018 Hinterzarten           | Bronze im Team           |                          |

## Statistiken
| Saison  | Weltcup | Continental Cup | FIS-Cup | FIS-Ladies-Grand-Prix | Ladies Cup    | Alpencup | Grand Prix |
| ------- | ------- | --------------- | ------- | --------------------- | ------------- | -------- | ---------- |
| 2006/07 | –       | 57              | –       | –                     | –             | –        | –          |
| 2007/08 | –       | 56              | –       | 45.                   | –             | –        | –          |
| 2008/09 | –       | 29              | –       | –                     | –             | –        | –          |
| 2009/10 | –       | 28              | –       | 18.                   | –             | –        | –          |
| 2010/11 | –       | 51              | –       | 18.                   | 1. (Junioren) | –        | –          |
| 2011/12 | 40.     | 55.             | –       | –                     | 1. (Damen)    | –        | –          |
| 2012/13 | 38.     | 03.             | 20.     | –                     | –             | –        | 33.        |
| 2013/14 | 18.     | 47.             | –       | –                     | –             | –        | 48.        |
| 2014/15 | –       | 57.             | –       | –                     | –             | –        | –          |
| 2015/16 | 46.     | –               | –       | –                     | –             | –        | –          |
| 2016/17 | 19.     | 09.             | 30.     | –                     | –             | –        | –          |
| 2017/18 | 14.     | 07.             | 58.     | –                     | –             | –        | 33.        |
| 2018/19 | 14.     |                 |         | –                     | –             |          | 10.        |